# Wenche Myhre
Wenche Synnøve Myhre, född 15 februari 1947 i Kjelsås, Oslo, är en norsk sångare och underhållare som spelat in ungefär 700 skivor i sju länder på fem olika språk. Hon dubbades till Riddare av Sankt Olavs Orden 2004.

## Biografi
Wenche Myhre  skivdebuterade redan som 13-åring och blev Norges första "teenager" (tonårsidol), som det hette på den tiden. Wenche-hysterin präglade hela landet, hon blev enormt populär. Innan hon hunnit fylla 18 år hade hon haft åtta skivor på den norska Tio-i-topp-listan, spelat Dorothy i musikalen Trollkarlen från Oz och haft tre stora filmroller, bland annat i Elskere 1963, där hon spelade en rullstolsburen flicka.
Sin första guldskiva i Norge fick hon för låten Gi meg en Cowboy til mann 1963. Det kom att bli många storsäljare genom åren. År 1966 sjöng hon Norges officiella låt till skid-VM, "Vinter og sne" som också blev en stor framgång. Hennes "Du og jeg og vi to" är Norges mest sålda singelplatta genom tiderna.
I mitten av 1960-talet lanserades hon i Tyskland där hon gjorde kometkarriär (under namnet Wencke Myhre). Fortfarande är hon en av Tysklands mest populära artister. Under 1974 gjorde hon sin första egna TV-show i tysk TV, Das ist meine Welt. Wenche har gjort karriär i sju länder på fem olika språk. I Sverige har hon fått en bred publik, främst genom sitt samarbete med Povel Ramel. Povel och Wenches tidiga rap "Jag diggar dig" är en klassiker som föddes i PoW show II 1974.
Hon har spelat revy med Dizzie Tunes, gjort egna krogshower i flera länder, deltagit i Eurovision Song Contest och tävlat i de nationella uttagningarna både för Norge och för Tyskland. År 1989 spelade hon huvudrollen som den godhjärtade glädjeflickan Charity i musikalen Sweet Charity på Chat Noir i Oslo.
Tillsammans med de svenska schlagerartisterna Lill-Babs och Siw Malmkvist fick hon en stor framgång med en show på Hamburger Börs i Stockholm 1995. Stor succé blev det också när Wenche slog sig samman med Gitte Hænning och Siw Malmkvist för en gemensam show i Berlin 2003. Showen har spelats för utsålda hus i tre år.

## Privatliv
Wenche Myhre gifte sig 1969 med Torben Friis-Møller och de fick tre barn. Mellan 1980 och 1991 var hon gift med filmregissören Michael Pfleghar och mellan 1995 och 1999 med Arthur Buchardt. Numera är hon sambo med dirigenten Anders Eljas. Från tidigare förhållanden har hon fyra barn, tre söner och en dotter.

## Film och TV
- 1964 – Operation sjøsprøyt
- 1968 – Mannen som inte kunde le
- 1975 – Flåklypa Grand Prix (röst till Solan Gundersen)
- 1977 – Semlons gröna dalar (TV-serie)
- 1977 – Bernard och Bianca (sjöng Disneylåtarna i den)

## Teater

### Roller (urval)
| År   | Roll        | Produktion                                                       | Regi        | Teater              |
| ---- | ----------- | ---------------------------------------------------------------- | ----------- | ------------------- |
| 1968 | Medverkande | De sista entusiasterna, revy Povel Ramel och Beppe Wolgers       | Hasse Ekman | Idéonteatern/ Turné |
| 2008 | Medverkande | En strut karameller – En hyllningsföreställning till Povel Ramel | Lotta Ramel | Vasateatern         |